# ببغاء جنوبي
ببغاء جنوبي أو ببغاء زمردي (الاسم العلمي: Enicognathus ferrugineus)، نوع من طيور الببغاء المنتمية إلى جنس الضجرة وفصيلة الببغائية. يوجد في الطرف الجنوبي لأمريكا الجنوبية. يصل طوله إلى 35 سم.